# Budapest Lotto Open 1997
Budapest Lotto Open 1997 — жіночий тенісний турнір, що проходив на відкритих кортах з ґрунтовим покриттям у Будапешті (Угорщина). Належав до турнірів 4-ї категорії в рамках Туру WTA 1997. Турнір відбувся вдруге і тривав з 22 до 27 квітня 1997 року.

## Фінальна частина

### Одиночний розряд
Аманда Кетцер —  Сабін Аппельманс 6–1, 6–3
- Для Кетцер це був 1-й титул за рік і 7-й — за кар'єру.

### Парний розряд
Аманда Кетцер /  Александра Фусаї —  Ева Мартінцова /  Елена Вагнер 6–3, 6–1
- Для Кетцер це був 2-й титул за сезон і 8-й — за кар'єру. Для Фусаї це був 2-й титул за сезон і 3-й — за кар'єру.